# Jade
|  | «jade» redirigeix aquí. Vegeu-ne altres significats a «jade (desambiguació)». |

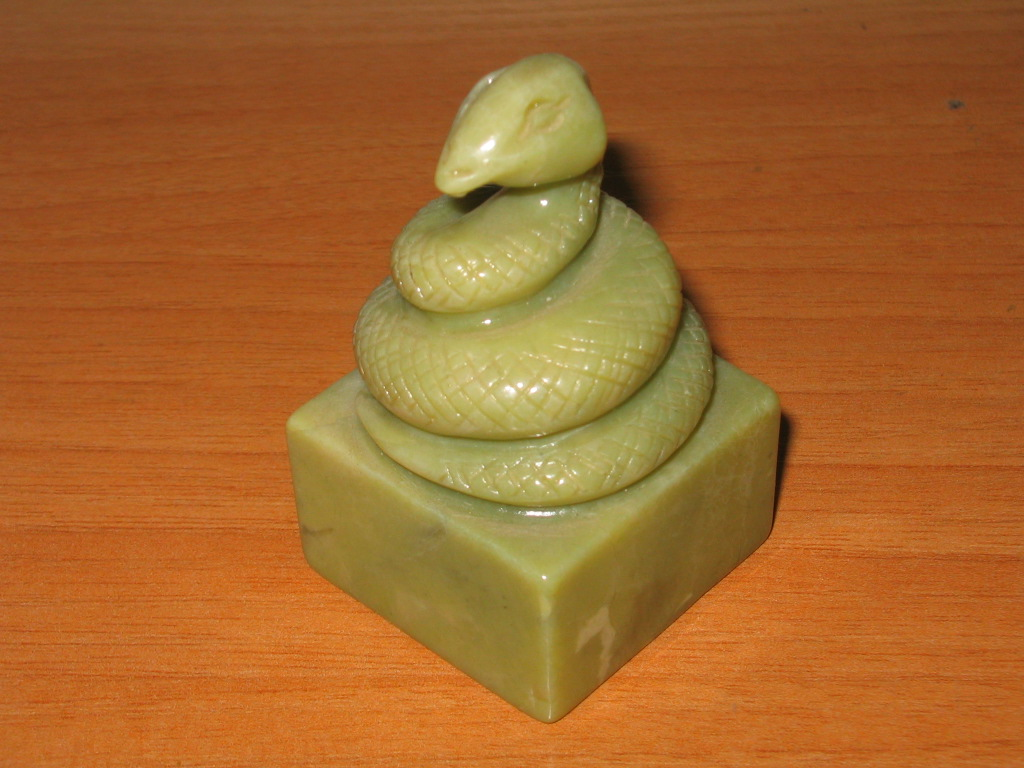
Serp de jade

El jade és el nom amb què es coneix comercialment un grup de minerals, normalment la nefrita (Ca₂(Mg, Fe)₅((OH,F)Si₄O11)₂) i la serpentina, per bé que també de vegades el quars verd i la californita, una varietat de vesuvianita. La jadeïta (NaAl(Si₂O₆)) de color verd és la pedra de jade més valuosa.
De fa més de 5.000 anys s'utilitza el jade a la Xina i Mesoamèrica com a material per a fabricar utensilis i ornaments. Al llarg del temps es va desenvolupar un vertader culte del jade. Els objectes de jade tenien (i tenen) fama d'amulets que atraurien la sort. En els seus orígens el jade era tan dur i resistent com cap altre material. Per això s'utilitzava també per a elaborar armes i ferramentes.
De la primeria ja es provava de vendre altres minerals amb la denominació de jade. Això es va aconseguir de més bona manera amb el mineral dit serpentina (o "Jade de la Xina", "Jade nou"). La serpentina no sols té el mateix aspecte que el jade sinó que apareix en els mateixos jaciments que la jadeïta i la nefrita. És un material una mica més tou i menys resistent que el jade. Com que es treballa molt millor que el jade s'ha establert com a substitut preferit del jade en els darrers anys. A la vall del riu Motagua a Guatemala, hi ha un dels jaciments més rics del món.